# Marcus Peducaeus Priscinus
Marcus Peducaeus Priscinus war ein römischer Politiker und Senator des 2. Jahrhunderts.
Priscinus stammte aus einer republikanischen Familie. Er war ein Sohn des Konsuls des Jahres 93, Quintus Peducaeus Priscinus. Im Jahr 110 wurde Priscinus ordentlicher Konsul und im Amtsjahr 124/125 Prokonsul von Asien. Sein Sohn Marcus Peducaeus Stloga Priscinus wurde im Jahr 141 Konsul.